# Deutscher Soldatenfriedhof Helsinki-Honkanummi

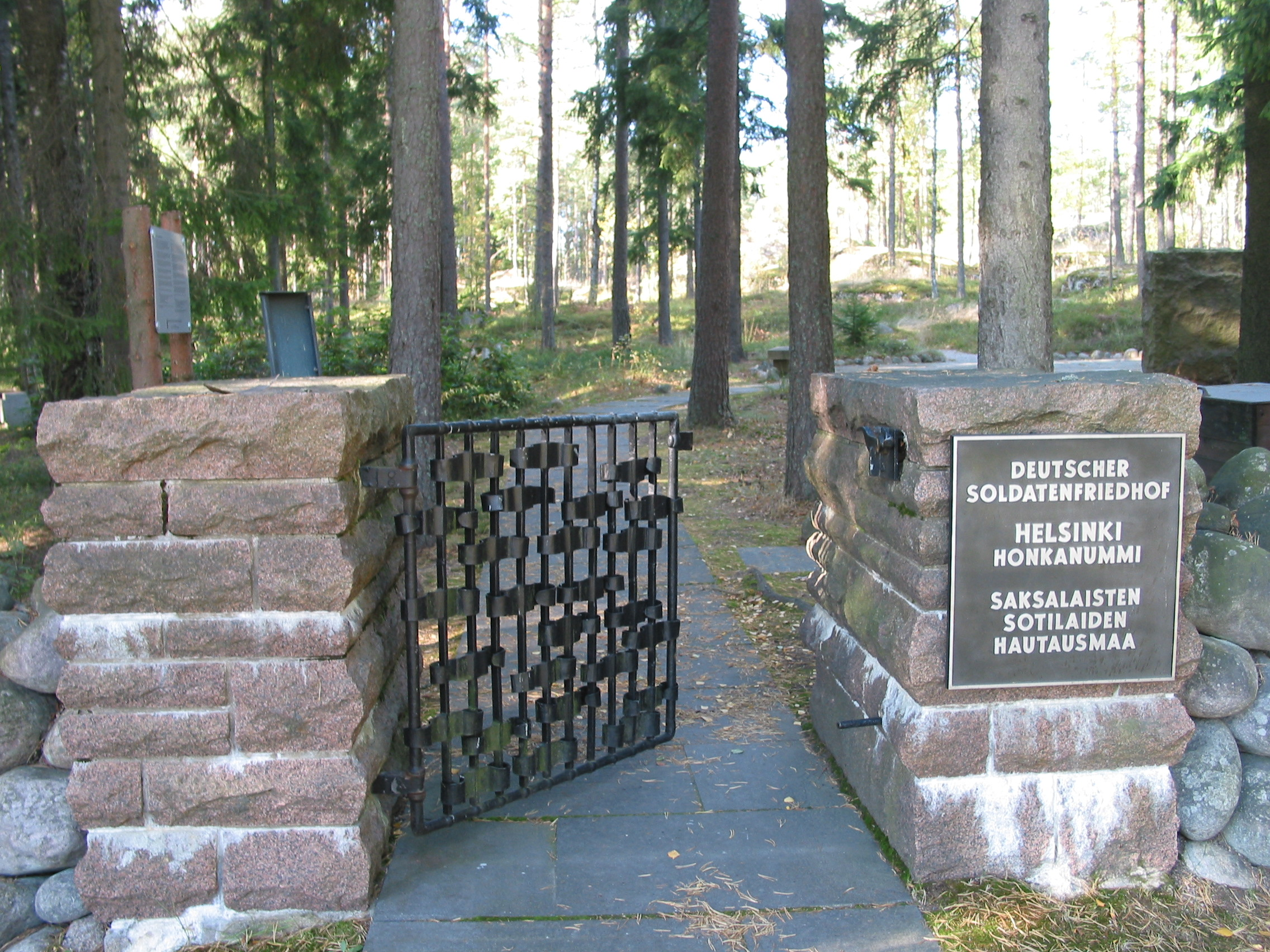
Eingang

Der Deutsche Soldatenfriedhof Helsinki-Honkanummi befindet sich in Vantaa, etwa 20 Kilometer nordöstlich der Innenstadt der finnischen Hauptstadt Helsinki. 
Der etwa 12.000 Quadratmeter große Friedhof entstand im August 1963 durch die Zusammenbettung von Kriegstoten aus dem südlichen Finnland und umfasst neben sechs Gräbern deutscher Militärangehöriger des Ersten Weltkriegs überwiegend Gefallene aus dem Zweiten Weltkrieg. Hier ruhen unter anderem die geborgenen Leichen von 201 Seeleuten der am 12. Dezember 1944 auf einer eigenen Minensperre gesunkenen deutschen Zerstörer Z 35 und Z 36.